# 第3飛行師團 (日本陸軍)
第3飛行師團（だいさんひこうしだん）是日本帝國陸軍所屬的航空師團之一。前身为1939年组建的第3飛行集团，1942年改組为第3飛行師團，軍事編號3FD，為1941年日本正式對美國宣戰後在中國戰場的主要空中作戰部隊。

## 組織沿革
日本帝國陸軍在中國大陸的空軍部隊分成兩個單位，一個是關東軍所屬的關東軍飛行隊（1935年擴編為關東軍飛行集團，後改組為第二飛行團），大部分的陸軍航空隊是直屬在1936年成立於東京航空兵团之下；隨著1937年中國事變戰事白熱化，戰力需求孔急，全由東京遙控指揮已不務實；在1937年7月15日，日本陸軍抽調航空兵團的部分兵力組成臨時航空兵團，配屬給華北方面軍用於中國華北戰場。
隨著日本陸軍戰場擴張，臨時航空兵團也不能持續從本土抽調飛行戰隊輪替。因此在1938年4月，中國戰場的“临时航空兵団”改为“航空兵団”。1939年（昭和14年）9月1日大陆命第344号，“航空兵団”从北支那方面军转隶関东军，调満州国。但諾門罕戰役並未參戰只作為守衛滿州使用。
原屬航空兵團的指揮體系並未瓦解，其半數兵力在1939年9月1日於南京成立第3飛行集團。編入第四飛行團後，繼續擔負中國戰場北部的空中戰鬥任務。
1942年之前，日本帝國陸軍與帝國海軍同時在中國戰場均有駐紮空中武力，除了如重慶大轟炸時會協調共同作戰，大部分時間是以地域為任務分界，長江以北為陸軍擔負任務，長江沿線則是日本帝國海軍第一連合航空隊、第二連合航空隊駐紮。
由於1941年日本取得中國戰場的全面制空權，加上對美國開戰迫在眉睫，第3飛行集團在1941年11月6日移編南方軍，參與马来亚战役、荷蘭東印度群島戰役、緬甸戰役等。1942年4月15日，为填補帝國海軍對美國開戰的戰力空缺，第3飛行集團調回中國戰場後擴編為第3飛行師團，隸屬於中国派遣军，作為中華民國空軍及美國空軍駐華特遣隊在中國戰場的主要空戰對象多度交鋒。
1944年2月14日，第3飛行師團解散，組織所屬單位保留，並納編自日本本土抽調的生力軍擴編為第5航空軍，迎接隨之而來的一號會戰。

## 师团概要

### 歴代师团長

#### 第3飛行集团長
- 木下敏 中将：1939年9月1日 -
- 菅原道大 中将：1941年9月15日 - 1942年4月15日

#### 第3飛行师团長
- 菅原道大 中将：1942年4月15日 -
- 中薗盛孝 中将：1942年7月9日 - 1943年9月9日戦死
- 下山琢磨 中将：1943年9月11日 - 1944年2月14日

### 最終司令部構成
- 参謀長：吉井宝一大佐
  - 参謀（作战）：宮沢太郎中佐
  - 参謀（情報）：高田増実少佐
  - 参謀（後方）：浜田要少佐
- 兵器部長：平山清助大佐
- 経理部長：藤森範英主計中佐
- 軍医部長：安岡正威軍医大佐

### 下轄部隊
1939年成立時
| 戰鬥部隊 第1飛行團 獨立飛行第10中隊（戰鬥機） 獨立飛行第83中隊（偵察機） 第90飛行戰隊（九七式輕轟炸機） 第60飛行戰隊（九七式重轟炸機） 獨立飛行第16中隊（偵察機） 後勤部隊 第2野戰機場設定隊 第15野戰航空廠 兵站自動車第1中隊 兵站自動車第13中隊 兵站自動車第64中隊 兵站自動車第65中隊 防禦單位 第12師團第1野戰高射炮隊 第12師團第2野戰高射炮隊 | 機場部隊 第15航空地区司令部 第17航空地区司令部 第18航空地区司令部 第91飛行場大隊（輕轟炸機） 第92飛行場大隊 第96飛行場大隊（重轟炸機） 第1飛行場中隊 第67飛行場中隊 第68飛行場中隊 第86飛行場中隊 通訊部隊 第15航空通信隊 第15航空情報隊 第16航空通信隊 |

1942年新加坡戰役期間
| 戰鬥部隊 第3飛行團，指揮官遠藤三郎少將 第59飛行戰隊（九七式戰鬥機、一式戰鬥機混編） 第27飛行戰隊（九九式攻擊機） 第75飛行戰隊（九九式雙發輕轟炸機） 第90飛行戰隊（九九式雙發輕轟炸機） 第7飛行團，指揮官山本健兒少將 第12飛行戰隊（九七式重轟炸機） 第60飛行戰隊（九七式重轟炸機） 第98飛行戰隊（九七式重轟炸機） | 戰鬥部隊 第12飛行團，指揮官青木武三少將 第1飛行戰隊（九七式戰鬥機） 第11飛行戰隊 第15獨立飛行隊（偵察機） 獨立飛行第50中隊（九七式、百式司令部偵察機） 獨立飛行第51中隊（九七式、百式司令部偵察機） 第81飛行戰隊（百式司令部偵察機） |

1942年浙贛戰役（1942年8月）狀況